# David Del Rio
Pour les articles homonymes, voir Del Rio.
David Del Rio, né le 29 septembre 1987 à Miami (Floride), est un acteur américain. Il est notamment connu pour incarner Felix Garcia dans la série télévisée The Troop.

## Filmographie

### Cinéma
- 2012 : Le Geek Charmant : Ari
- 2012 : The Hit Girls : Kolio
- 2015 : Spare Parts : Cristian Arcega
- 2016 : Undrafted : Tree
- 2016 : L'expérience Belko : Roberto Jerez
- 2020 : Un Noël en Californie : Manny
- 2021 : Un Noël en Californie : Les lumières de la ville : Manny

### Télévision

#### Séries télévisées
- 2008 : New York, unité spéciale : Freddie Ramirez
- 2009–2012 : The Troop : Felix Garcia (31 épisodes)
- 2011 : Southland : Martin Estrada
- 2011 : Les Experts : Matthew Lapaz
- 2012 : Vanessa and Jan : Paco (2 épisodes)
- 2012 : NCIS : Los Angeles : Clay Everhurst
- 2015 : Resident Advisors : Ian
- 2016 : The A.D.D. : David
- 2016 : #Adulting (en) : Damien
- 2020 : The Baker and the Beauty : Mateo Garcia (9 épisodes)[1]
- 2021 : Good Doctor : Ben
- 2022 : Maggie : Ben (13 épisodes)[2]

#### Téléfilms
- 2015 : The Half of It : Geoffrey
- 2016 : Grease Live! : Putzie
- 2019 : Search and Destroy : Dustin